# Sent Peir de Boçac
Sent Peir dau Bòsc (en francès Saint-Pierre-le-Bost) és una localitat i comuna de França, a la regió de la Nova Aquitània, departament de la Cruesa. La seva població al cens de 1999 era de 156 habitants. Està integrada a la Communauté de communes du Pays de Boussac.

## Demografia
| 1968 | 1975 | 1982 | 1990 | 1999 |
| ---- | ---- | ---- | ---- | ---- |
| 301  | 221  | 183  | 165  | 156  |

## Administració
| Període | Identitat    | Partit |
| ------- | ------------ | ------ |
| 2001-   | Gilles Henry |        |